# El Mundo (España)
El Mundo (antes el El Mundo del Siglo XXI) es un diario español, de ámbito nacional, con sede en Madrid (ISSN 1697-0179). Ha contado y cuenta con distintas ediciones regionales y locales. Según datos certificados por la Oficina de Justificación de la Difusión (OJD) para la publicación impresa el promedio de tirada de El Mundo fue de 229 741 ejemplares y el promedio de difusión fue de 156 172 ejemplares (datos referidos al período de julio de 2013 a junio de 2014); y para la versión digital de la publicación impresa el promedio de difusión fue de 28 731 ejemplares (datos referidos al período de enero de 2013 a diciembre de 2013).
También cuenta con edición digital denominada elmundo.es (ISSN 1576-6969). Los contenidos no son exactamente los mismos que en la edición impresa, aunque desde el portal se puede acceder a una versión digital de la edición impresa a través de un quiosco virtual específico. La versión digital del periódico es el segundo periódico digital en español más consultado del mundo con 9.036.000 de usuarios únicos (septiembre de 2016).
La empresa editora de El Mundo es Unidad Editorial Información General, S.L.U., que es propiedad de Unidad Editorial, S.A., propietaria también del Grupo Recoletos, las cuales están participadas mayoritariamente por el grupo RCS MediaGroup (Rizzoli), que controla el diario italiano de mayor tirada, el Corriere della Sera, y que marca las directrices generales de acción.
El 8 de marzo de 2010 el Grupo Unidad Editorial, junto con otras empresas editoriales, lanzó el quiosco Orbyt, una plataforma digital de contenidos de pago destinada a todos los productos editoriales de dichas empresas, en la que además de contar con secciones específicas (cuatro para El Mundo), también se puede consultar la hemeroteca de todas las publicaciones, opinar e interactuar con la redacción.
Según publicó el grupo italiano dueño de la corporación, RCS MediaGroup (Rizzoli), Unidad Editorial cerró el ejercicio de 2011 con unas pérdidas de 322 millones de euros, siendo el quinto año consecutivo en números rojos, dejando a Unidad Editorial en una situación de "quiebra técnica". Esta situación financiera ha mejorado con planes de eficiencia y el impulso del negocio digital, alcanzando en 2017 resultados positivos.

## Historia
Apareció por primera vez el 23 de octubre de 1989. Sus fundadores fueron Alfonso de Salas, Pedro J. Ramírez, Balbino Fraga y Juan González.
Siguiendo la estela del anterior periódico dirigido por Pedro J. Ramírez, Diario 16, El Mundo ha realizado revelaciones tuvieron una repercusión significativa en la opinión pública e influyeron en el desgaste del presidente Felipe González y la victoria de José María Aznar en 1996.

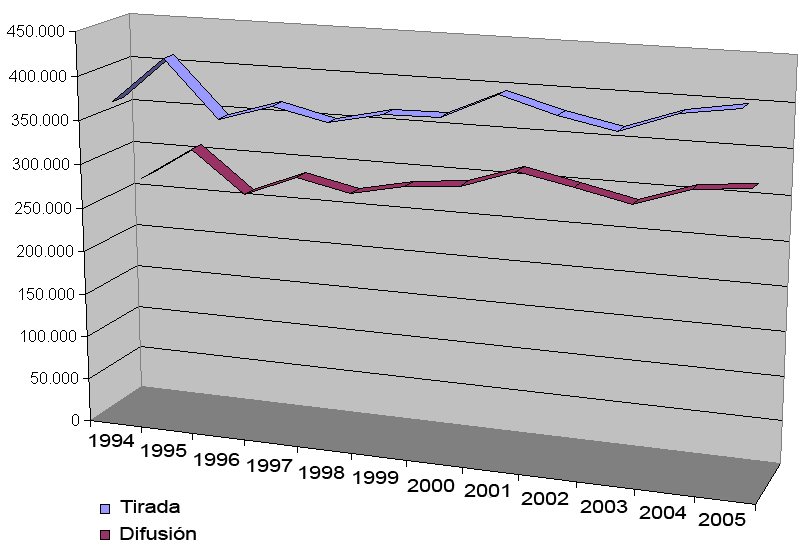
Difusión de El Mundo según la Oficina de Justificación de la Difusión (OJD) (1994–2005).

El diario apoyó en líneas generales al gobierno de José María Aznar. No obstante cuestionó algunas de sus acciones, [cita requerida] especialmente las que podían favorecer a Prisa –desde la etapa de Felipe González ambos se convirtieron en rivales–. El Mundo'[cita requerida]' también criticó seriamente la Guerra de Irak.
El diario dio un voto de confianza a José Luis Rodríguez Zapatero. Pero mantuvo una línea crítica con el gobierno socialista, que actualmente es predominante. Entre sus críticas están los pactos con los nacionalistas periféricos, que según El Mundo llevaron a reformar el Estatuto de Autonomía de Cataluña o la tentativa de negociar la paz con ETA.[cita requerida] En cuanto a su labor investigadora, El Mundo es uno de los máximos promotores de las teorías que cuestionan la instrucción judicial de los atentados del 11 de marzo de 2004, mostradas como intentos de clarificación de aspectos que, a su juicio, estarían sin resolver.[cita requerida]
En 2009 la periodista Amaya García Ortiz de Jocano resultó galardonada con el Premio Ortega y Gasset de periodismo en la modalidad de periodismo digital por el reportaje Clase de historia a pie de fosa, publicado en El Mundo.
En  2010, según las cuentas que Unidad Editorial, S.A. depositó ante el Registro Mercantil de Madrid, el periódico sufría una quiebra técnica debido al descenso de publicidad y de ventas. El periódico ha tenido que recibir un préstamo de su empresa matriz RCS MediaGroup por valor de 8,8 millones de €, según el informe el diario había perdido hasta un tercio de sus lectores habituales.
El 28 de mayo de 2012 la editora El Mundo firma un ERE, con la justificación de la situación económica de la empresa ante el fuerte descenso de los ingresos publicitarios, y después de que la redacción lo aprobase por mayoría simple. Se respetó un preacuerdo anterior, lo que incluyó 142 salidas (113 de la redacción central de Madrid y delegaciones y 29 del departamento corporativo, documentación y revistas (Magazine, Metrópoli, Yo Dona).
Ese mismo mes, los trabajadores de El Mundo en Madrid llevaron a cabo una huelga para levantarse contra los directivos del diario que llevaron a cabo los despidos.

## Línea editorial

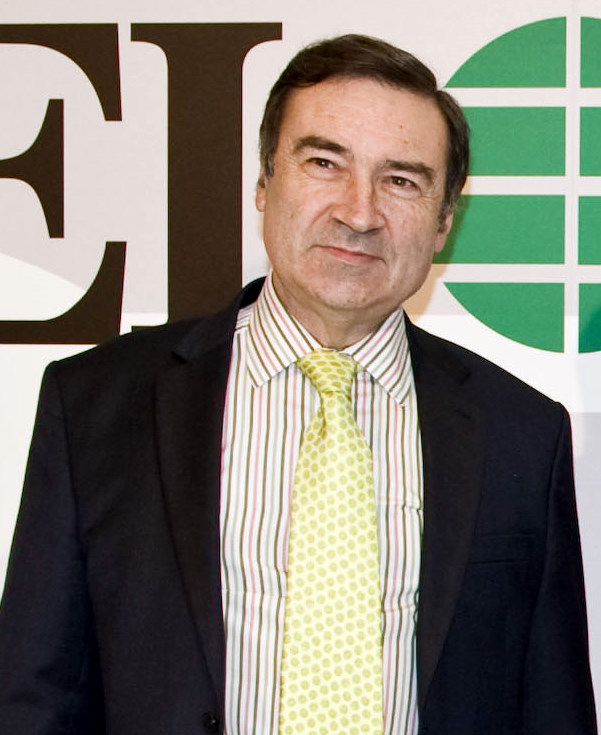
Nombre del archivo:Pedro J. Ramírez (2011).jpg

El diario El Mundo define su línea editorial como liberal. Es habitualmente crítico con el PSOE y los nacionalismos periféricos y próximo (sobre todo en política española) al PP, aunque se muestra alejado de principios puramente conservadores.[cita requerida] En ciertas cuestiones de política exterior fue crítico con el último gobierno de Aznar por su apoyo a la guerra de Irak.
Durante la última legislatura de Felipe González vio confirmadas judicialmente sus investigaciones periodísticas y las de otros medios que habían destapado la guerra sucia protagonizada por los GAL, así como distintos episodios de corrupción que involucraban al PSOE (Filesa) y a altos cargos políticos del gobierno socialista, que finalmente serían condenados en algunos casos, mientras en otros el condenado fue el propio periódico. Esta tendencia crítica se acentuó durante el gobierno de José Luis Rodríguez Zapatero, en la que el diario fue uno de los máximos exponentes de las llamadas teorías de la conspiración del 11M, basándose en sus propias especulaciones periodísticas no respaldadas por la instrucción judicial y en la interpretación de diversos indicios del sumario en relación con el atentado.
Entre sus columnistas existe una cierta heterogeneidad. Las opiniones de algunos de sus articulistas sobre la Iglesia Católica, la monarquía o los valores conservadores (visible, por ejemplo, en las columnas de Antonio Gala, Federico Jiménez Losantos, Raúl del Pozo, Fernando Sánchez-Dragó, Luis María Anson, Arcadi Espada o Salvador Sostres) se alejan de la línea de periódicos netamente conservadores como ABC y La Razón.
La periodista Elena de Regoyos defiende la teoría de que el objetivo de El Mundo es convertirse en el medio escrito de referencia de la derecha española desplazando al diario conservador ABC. En el mismo sentido, el periodista radiofónico Federico Jiménez Losantos, en cuya tertulia intervenía dos veces en semana el entonces director de El Mundo, Pedro J. Ramírez, ha pedido reiteradamente desde su programa a los suscriptores del diario ABC que dieran de baja sus suscripciones (hecho por el que fue apercibido judicialmente) y se subscribieran a El Mundo.

## Ediciones

### Ediciones regionales y locales
Unidad Editorial, S.A. ha mantenido una política de existencia de ediciones regionales y locales. Se puede distinguir entre las ediciones regionales creadas en la última década del siglo XX, con capital propio, de las ediciones locales creadas en la primera década del siglo XXI, en la que firma alianzas con otros medios de información locales ya existentes y de capital procedente del tejido empresarial local y regional. A finales de dicha década se comienza el cierre de muchas de las más de veinticinco de cabeceras regionales y locales vigentes con las que ha llegado a contar, dentro de la política empresarial de reestructuración del grupo de comunicación.
| Denominación                                            | Ámbito territorial     | Inicio                   | Fin                     | ISSN           |
| ------------------------------------------------------- | ---------------------- | ------------------------ | ----------------------- | -------------- |
| El Mundo del Siglo XXI Madrid M2                        | Madrid                 | 23 de octubre de 1989    | -                       | ISSN 1134-4261 |
| ElMundo.es Madrid                                       | Madrid                 | 199?                     | -                       | ISSN 1697-0187 |
| El Mundo del Siglo XXI de El País Vasco Bizkaia         | Vizcaya                | 29 de enero de 1992      | -                       | ISSN 1138-1361 |
| El Mundo del Siglo XXI de El País Vasco Álava           | Álava                  | 5 de mayo de 1993        | 28 de octubre de 2005   | ISSN 1138-1345 |
| El Mundo del Siglo XXI de El País Vasco Gipuzkoa        | Guipúzcoa              | 1993                     | 28 de octubre de 2005   | ISSN 1138-1353 |
| El Mundo del Siglo XXI País Vasco                       | País Vasco             | 29 de octubre de 2005    | -                       | ISSN 1886-2144 |
| El Día del Mundo de Baleares                            | Islas Baleares         | 27 de enero de 1993      | octubre de 1998         | ISSN 1576-6233 |
| El Mundo del Siglo XXI El Día de Baleares               | Islas Baleares         | 9 de octubre de 1998     | -                       | ISSN 1576-6888 |
| El Mundo del Siglo XXI Ibiza y Formentera               | Ibiza y Formentera     | 2001                     | marzo 2010              | ISSN 1578-6080 |
| El Mundo del Siglo XXI Castilla y León                  | Castilla y León        | 20 de noviembre de 1993  | -                       | ISSN 1138-1388 |
| El Mundo del Siglo XXI Valladolid                       | Valladolid             | 29 de mayo de 1991       | 13 de mayo de 2000      | ISSN 1138-1337 |
| El Mundo diario de Valladolid del Siglo XXI             | Valladolid             | 14 de mayo de 2000       | -                       | ISSN 1576-6918 |
| La Crónica El Mundo de León                             | León                   | 1998                     | 31 de marzo de 2008     | ISSN 9968-117X |
| El Mundo de León                                        | León                   | 1 de abril de 2008       | 22 de marzo de 2012     | ISSN?          |
| El Mundo El Correo de Burgos                            | Burgos                 | 8 de septiembre de 2002  | -                       | ISSN 1695-5676 |
| El Mundo Diario de Soria                                | Soria                  | 10 de marzo de 2006      | -                       | ISSN 1886-7006 |
| El Mundo del Siglo XXI Galicia                          | Galicia                | 29 de abril de 1995      | -                       | ISSN 1577-6298 |
| El Mundo del Siglo XXI de Catalunya                     | Cataluña               | 20 de septiembre de 1995 | -                       | ISSN 1138-137X |
| El Mundo del Siglo XXI Andalucía                        | Andalucía              | 21 de septiembre de 1996 | -                       | ISSN 1575-0086 |
| El Mundo del Siglo XXI Andalucía Sevilla                | Sevilla                | 10 de enero de 1999      | -                       | ISSN 1576-6977 |
| El Mundo del Siglo XXI Huelva Noticias                  | Huelva                 | 5 de junio de 2002       | 26 de octubre de 2010   | ISSN 1695-0968 |
| El Mundo del Siglo XXI Málaga                           | Málaga                 | 26 de noviembre de 2004  | -                       | ISSN 1699-8510 |
| El Mundo del Siglo XXI Almería                          | Almería                | 2005                     | 14 de noviembre de 2008 | ISSN 1886-3620 |
| El Mundo del Siglo XXI Valencia                         | Valencia               | 2 de diciembre de 1997   | -                       | ISSN 1138-5715 |
| El Mundo del Siglo XXI Alicante                         | Alicante               | 2 de diciembre de 1997   | -                       | ISSN 1138-5723 |
| El Mundo del Siglo XXI Castellón al Día                 | Castellón              | 2 de diciembre de 1997   | -                       | ISSN 1138-5251 |
| El Mundo del Siglo XXI La Gaceta de Canarias            | Canarias               | 18 de marzo de 2002      | 7 de agosto de 2002     | ISSN 1579-5551 |
| El Mundo del Siglo XXI La Gaceta de Canarias Las Palmas | Las Palmas             | 8 de agosto de 2002      | 10 de noviembre de 2008 | ISSN 1698-6075 |
| El Mundo del Siglo XXI La Gaceta de Canarias Tenerife   | Santa Cruz de Tenerife | 8 de agosto de 2002      | 10 de noviembre de 2008 | ISSN 1695-3959 |
| El Mundo del Siglo XXI Cantabria                        | Cantabria              | 2008                     | -                       | ISSN 1134-4628 |
| El Mundo Hoy en Cantabria                               | Cantabria              | 27 de febrero de 2008    | 22 de octubre de 2009   | ISSN 2173-6618 |
| ElMundo.es Cantabria                                    | Cantabria              | 23 de octubre de 2009    | -                       | ISSN 2171-908X |

### Ediciones especiales
Publicó una edición especial diaria de El Mundo, denominada Aula (1999-2007), de tirada nacional, que se distribuía en los centros educativos durante el periodo lectivo del curso académico (ISSN 1699-8537). La publicación regional El Mundo del Siglo XXI País Vasco también contó con una edición especial Aula de El Mundo (2001-2007) (ISSN 1579-2692).
También publicó una edición especial diaria de El Mundo, para el IFEMA, que se distribuía en los centros feriales durante el periodo de ferias y exposiciones, hasta el año 2007 (ISSN 1699-8529).[cita requerida]

### Edición electrónica
Además, EL MUNDO cuenta con su edición digital elmundo.es (ISSN 1576-6969). Se inició en octubre de 1995 y para la edición de la versión digital se creó la empresa Mundinteractivos S.A. (1995-2008), convertida posteriormente en Unidad Editorial Internet, S.L. (2008- ). Su edición digital ofrece contenidos constantemente actualizados, algunos de carácter gratuito, en particular la suscripción a boletines de noticias (newsletters) enviados por correo electrónico. Incluye, además, otra parte de pago, correspondiente a los contenidos tomados del diario impreso. En general, los contenidos de elmundo.es son independientes aunque, de manera más o menos puntual, los textos generados en Internet saltan a las páginas de papel y viceversa. Cuenta con su propio departamento de gráficos interactivos y departamento de vídeos para elaborar contenidos específicos. Igualmente, cuenta con un total de 61 blogs actualizados, 91 sin actualización, diferenciados por temática y contenido.[cita requerida]
En 2010 era uno de los portales web líderes en información en español con más de 26 millones de usuarios únicos (datos de la OJD, julio de 2010). En 2010, 'la edición digital' adapta sus elementos multimedia para poder ser visualizados en dispositivos móviles como Android, iPhone y iPad, descargando e instalando su nueva aplicación (app) específica. También están disponibles la suscripciones digitales al periódico El Mundo y a las revistas de la Unidad Editorial a través del quiosco de prensa en línea Orbyt.[cita requerida]
También dispone de una página web dedicada exclusivamente a los padres y los niños llamada Sapos y Princesas, donde los autores hablan sobre planes para hacer en familia, restaurantes que visitar, hacen sorteos, etc.[cita requerida]

## Suplementos

### Revistas y suplementos semanales
Las revistas y suplementos semanales de distribución con el periódico han ido variando a lo largo del tiempo. Entre ellos se encuentran: La Revista de El Mundo, Magazine, Crónica, Metrópoli, La Luna del Siglo XXI, La Luna de Metrópoli, Esfera de los Libros, El Cultural, Aula, Campus, SD: Su Dinero, Nueva Economía, Su Ordenador, Ariadn@,Motor & Viajes, Motor, Viajes, Náutica, SV: Su Vivienda, Mini Mundo. Semanario Juvenil de El Mundo, M: El Estilo de El Mundo, Salud, Natura, Yo Dona. Algunos han sido o son de distribución local o regional y otros de distribución nacional. Algunos presentan formato propio y otros tienen el formato del periódico, presentándose encartados en las páginas centrales de la publicación, aún con paginación específica.
La Luna de Metrópoli. La Revista de Ocio para el Fin de Semana de El Mundo apareció el 7 de mayo de 2004, distribuyéndose los viernes, como resultado de la fusión de La Luna del Siglo XXI (1999-2004), suplemento de vanguardia, cine y música, que se distribuía los viernes; con Metrópoli (1990-2004), guía de ocio de Madrid, que se distribuía los viernes o los sábados.
El suplemento de información cultural, El Cultural, ha estado ligado al periódico desde que en 1999 Unidad Editorial, S.A. adquirió dicha cabecera y su sociedad editora. Su aparición hizo que se dejara de publicar el suplemento Esfera de los Libros. El día de distribución conjunta ha ido variando: miércoles, jueves y viernes.
La revista dominical ha tenido varias denominaciones y cambios de formato y de estilo. Se inició con Magazine (1989-1995), continuó como La Revista de El Mundo (1995-1999), y retornó con la agacetada Magazine (1999- ), a la que añadió The English Magazine (2006- ), versión inserta en el Magazine, con algunos de los contenidos en inglés. Actualmente, los domingos se publica junto a El Mundo la revista de estilo de vida Fuera de Serie.

### Anuario y suplementos mensuales, trimestrales y anuales
El periódico El Mundo inició en 1993 la elaboración y publicación impresa de un Anuario (ISSN 1137-1404). Desde 2005 tiene versión electrónica en CD-ROM (ISSN 1886-6352) y en DVD (ISSN 1886-6360). Este es un producto independiente de la distribución del periódico.[cita requerida]
La Nueva Mesa (ISSN 1576-6942) ha sido un suplemento gastronómico de publicación trimestral y distribución conjunta con el periódico.[cita requerida]
El primer viernes de cada mes se puede conseguir la revista Sapos y Princesas de forma gratuita en cualquier quiosco comprando El Mundo. Esta revista está orientada a padres y familias con hijos con el objetivo de enseñarles formas de disfrutar del tiempo libre con sus hijos.[cita requerida]

### Documentos y especiales
El periódico El Mundo también elabora y publica, encartado en las páginas centrales del periódico, documentos varios, algunos seriados con periodicidad diversa y otros con especiales, generalmente con motivo de acontecimientos o eventos singulares o aniversarios de los mismos.
La serie de Documentos: Los Ranking de El Mundo, tiene varios títulos de edición anual, dedicados al mundo educativo y las personas españolas:
- 250 Escuelas Infantiles, iniciado en 2006, con intención de presentar carácter anual se ha publicado en el mes de febrero sin posterior continuidad; y analiza las escuelas infantiles españolas que las imparten, bajo una serie de 20 criterios predeterminados.[40]
- 100 Colegios, iniciado en 2000, se publica con carácter anual en el mes de marzo; y analiza los colegios, institutos, academias y escuelas españoles bajo una serie de 27 criterios predeterminados.[41]
- 50 Carreras, iniciado en 2001, se publica con carácter anual en el mes de mayo; y analiza las titulaciones universitarias más demandadas y las universidades españolas que las imparten, bajo una serie de 26 criterios predeterminados.[42]
- 250 Máster y Guía completa de MBA, iniciado en 2004, se publica con carácter anual en el mes de junio; y analiza los estudios de máster más demandados y los centros (universidades y escuelas de negocios) españolas que los imparten, bajo una serie de 26 criterios predeterminados.[43]
- Los 500 españoles más influyentes/poderosos del año, iniciado en 2000, se publica con carácter anual en el mes de enero; y recoge en varios listados las consideradas para ese año, las 500 personas españolas, más influyentes o más poderosas (la denominación varía según el año), con breves semblanzas de las que aparecen en los primeros 100 puestos del listado general «del poder». El listado general «del poder» de 100 personas se complementa con otros listados de 50 y 25 personas, con breves referencias, por diferentes secciones: Política, Derecho, Economía y Finanzas, Comunicación, Educación, Ciencia y Tecnología, Medicina, Internacionales, Mujeres, Jóvenes, Poder alternativo, Arte, Música, Internet, Cine y Teatro, Editorial, Creadores de tendencias, Establishment, Eméritos; y con otros listados de 20 personas por cada una de las comunidades y ciudades autónomas.[44]

Muchos de los documentos especiales han sido traslados a formato electrónico, en muchos casos adicionando a los mismos contenidos propios interactivos, disponiéndose en la sección de «Especiales» de la edición electrónica de elmundo.es.
Cada año, el diario El Mundo otorga tres reconocimientos, los llamados Títulos de El Mundo: Personaje del Año", "Enemigo del Año y Ciudad del Año. Destacan, respectivamente, a la figura más influyente, la más reprochable y el lugar más destacado del año que termina.

## Directores
- Pedro J. Ramírez (1989-2014)[46]
- Casimiro García-Abadillo (2014-2015)
- David Jiménez (2015-2016)
- Pedro García Cuartango (2016-2017)
- Francisco Rosell (2017-2022)
- Joaquín Manso (2022-actualidad)[47]

## Columnistas
| - Esperanza Aguirre - Leopoldo Alas Mínguez† - Gabriel Albiac - Alfonso Alonso Aranegui - Consuelo Álvarez de Toledo - Alberto Ansola - Luis María Anson - Antonio Burgos - Francisco Buyo - Javier Caraballo - Pedro G. Cuartango - Carlos Cuesta | - Eva Díaz Pérez - Arcadi Espada - Esther Esteban - Antonio Gala - Casimiro García-Abadillo - Santiago González - Geovanny Vicente Romero - José Luis Gutiérrez 'Erasmo'† - Raúl Heras - Manuel Hidalgo - Isabel Rábago | - Fernando Jáuregui - Encarna Jiménez - Federico Jiménez Losantos - Fernando López Agudín - José Luis López de Lacalle† - Jorge Bustos - Juan F. Martín Seco - Gustavo Matías - Javier Memba - Lucía Méndez - Eduardo Mendicutti | - Carlos Nicolás - Javier Ortiz† - Rafael Pampillón - Jaime Peñafiel - Beatriz Pottecher - Raúl del Pozo - Victoria Prego† - Martín Prieto† - Antonio Pulido† - Pedro J. Ramírez | - Carmen Rigalt - Ángel del Río López - Raúl Rivero† - Ernesto Sáenz de Buruaga - Felipe Sahagún 'Luis Oz' - Vicente Salaner - Isabel San Sebastián - Fernando Sánchez Dragó† - Santos Sanz Villanueva - Francisco Javier Satué | - Víctor de la Serna Arenillas† - Rafael Navarro Cárcel - Justino Sinova - José María Sirvent - Julio Somoano - Javier Tomeo† - Carlos Toro - David Torres - Eugenio Trías Sagnier† - Francisco Pérez Martínez 'Francisco Umbral'† - Javier Urruticoechea - Luis Antonio de Villena |

†: Fallecido.

## Ilustradores editoriales y humoristas gráficos
(por firma personal o colectiva)
| - Ajubel - Ángel y Guillermo - Esteban - Gallego & Rey - Guillermo - Eduardo Sanabria- Edo Ilustrado | - Idígoras y Pachi - Cabañas / JL Cabañas - Dodot - Juanjo Sáez | - Ricardo - Ricardo y Nacho - Ulises - Kuto - San Pedro - Forges - Martinmorales |

## Críticas
El Mundo ha atraído críticas de algunas publicaciones. Fue acusado de misoginia por algunos diarios, después de poner titulares a favor de hombres mayores como el músico Mick Jagger, resaltando su edad, mientras usaban encabezados denotando la edad en Beyoncé y Madonna en formas despectivas. La presentadora Mónica Carrillo compartió la polémica, a través de su cuenta oficial de Twitter en la que tuvo mucho repercusión con reacciones del público mayoritariamnete en contra de las publicaciones de "El Mundo".